# Parasphendale ghindana
Parasphendale ghindana es una especie de mantis de la familia Mantidae.

## Distribución geográfica
Se encuentra en Etiopía, Mozambique y Somalia.